# Rhyacophila angulata
Rhyacophila angulata är en nattsländeart som beskrevs av Martynov 1910. Rhyacophila angulata ingår i släktet Rhyacophila och familjen rovnattsländor. Inga underarter finns listade i Catalogue of Life.